# Vinga
Vinga (románul Vinga, latinul Theresiopolis, Mária Terézia magyar királynőre utalva) községközpont Romániában, Arad megyében.

## Fekvése
Aradtól 20 km-re délnyugatra fekszik, egykori járási székhely, ma községközpont, melyhez Majláthfalva és Monostor tartozik.

## Nevének eredete
Neve a szláv vingája (= vadszőlő) főnévből ered.

## Története

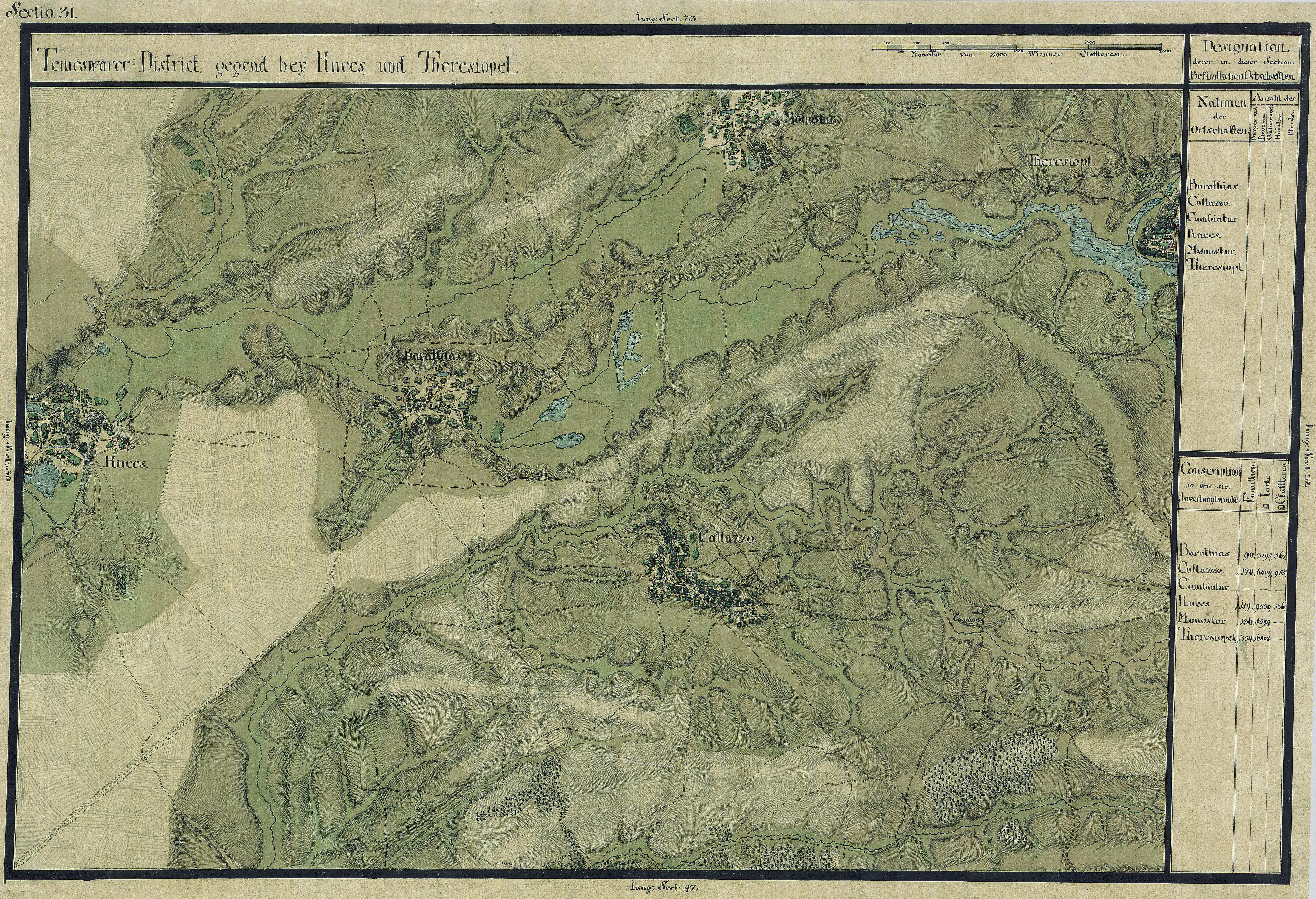
Vinga környéke 1769-72-ből való katonai térképeken

1231-ben említik először Vinga néven.
A Pallas nagy lexikona szerint „Vinga (Theresiopolis) rendezett tanácsú város 1072 házzal és 4795 lakóval (közte 350 magyar, 746 német, 377 oláh és 3245 bolgár); van járásbírósága, közjegyzősége, adóhivatala, takarékpénztára, Ferenc-rendi szerzetháza, vasúti állomása, posta- és távíróhivatala és postatakarékpénztára. Vinga ma a leggazdagabb bolgár helység Temes vármegyében; lakói élénk ipart űznek. A török hódoltság idejében elpusztult, s csak 1736-ban (pontosabban: 1741-ben – szerk. megj.) népesedett be újra bolgár bevándorlókkal; Mária Terézia 1744-ben rendezett tanácsú városi rangra emelte Vingát, s különféle kiváltságokat engedélyezett neki; egyúttal elrendelte, hogy a Theresiopolis nevet viselje.”
A Mária Terézia által 1744-ben kibocsátott latin nyelvű kiváltságlevél különleges státuszt biztosított a vingai bolgároknak.
Az anyakönyvek tanúsága szerint Besenyőn 1738. március 7-én, Vingán 1741. október 15-én tartották az első keresztelőt. A vingaiak felmenői ércbányászattal és iparűzéssel foglalkoztak, aranyművesek, ötvösök, kovácsmesterek, kereskedők nemzedékei kerültek ki közülük. Később inkább földművesekké váltak, abbahagyták az iparűzést, a kézművesség a magyarok kezére került, oly mértékben, hogy egy, a riportportyánkon felcsípett információ szerint az ottani nyelvjárásban a „kézműves”, a „mesterember” szinonimája – máiglan élő nyelvújítási elemként - a „magyar” népnév lett, mivel Vingán a kisiparosok többsége a magyarok közül toborzódott. Nem csoda, hogy a csiproveciek magasabb kultúrát, városi szokásokat hoztak magukkal, s letelepedésükkor Vinga eleve kisvárossá alakult. A Bécstől kapott kiváltságok is elősegítették ennek a státusznak a megerősödését, hiszen a mezőváros teljes önkormányzati joggal bíró település lett. Az 1800-as évek közepéig egy „kapitány” állt az élén, aki a legfőbb bírói tisztséget is betöltötte. Mi több, pallosjoggal is rendelkezett.
Urbánus jellegű település lévén, Vingán sokkal erősebben érvényesült az idegen (Trianon előtt a magyar, utána a román) kultúra hatása. Ennek ellenére e városka állt a bánsági bolgárok nemzeti újjászületésének élén a 19. század közepén, onnan indult ki a saját nyelvű írásbeliség és könyvkiadás kezdeményezése.
A törökvilág elmúlta utáni első megülők lévén, Muftacsiev látogatásakor még a földtulajdon 90 százaléka bolgár kézen volt. A 12.500 hektárnyi határ háromnegyed része termőföld, a többi kaszáló volt. Egy-egy gazdának átlag 7-8 hektárnyi szántóföldje volt, sokan 10-15 hektárt is birtokoltak. Nagy kiterjedésű legelőiken hatalmas szarvasmarha-állománnyal rendelkeztek, sokan közülük kereskedtek is, így a vingai bolgárok életét az általános jómód jellemezte. Saját hitelintézetük is volt, Arad városának 200 ezer forintos kölcsönt adtak, mely elegendő volt a vármegye-székhelyet Újaraddal összekötő híd felépítésére.
A bolgár tudományosság igen későn, másfél-két évszázaddal a kirajzás után figyelt fel a bánságiakra. Petar Sztojanov Mutafcsiev történész, bizantinológus az 1930-as, 40-es években többször meglátogatta a Temesi Bánságban élő bolgárokat. Első róluk szóló tanulmánya 1938-ban látott napvilágot, s amikor a cikk megjelenése után ismét Romániába látogatott, a román hatóságok minden indoklás nélkül letartóztatták, és negyven napig tartották házi őrizetben. Az a mai napig nem derült ki – csak sejteni lehet –, hogy miért nem tetszett a román illetékeseknek Mutafcsiev kutatómunkája. Talán azért, mert az ott tapasztaltak alapján megállapította: „Az elszigetelt kisebbségek asszimilációja nemcsak az ösztönös kulturális hatás útján megy végbe, hanem az állami politika jól átgondolt és módszeresen alkalmazott eszközeivel is. A bánsági bolgárokkal szemben a román állam ezeket az eszközöket olyan módon alkalmazza, hogy az nem hagy semminemű kétséget a céljai felől.”
Mutafcsiev 1938-ban megfogalmazott véleménye szerint „a Bánság valamennyi etnikai kisebbsége között a bolgárok a leginkább jogfosztottak. Pedig olyan lakosság ez, amelynek már saját írásbelisége és kulturális hagyományai vannak, amelyeket a múltban súlyos erőfeszítések árán és bármiféle külső segítség nélkül teremtettek meg. (…) Mindennek ellenére ennek az oly sokat megélt lakosságnak szelleme és öntudata nem tört meg. Ahogyan és amennyire képes, még mindig próbál hű maradni őseinek örökségéhez. És nemzeti öntudata talán most éberebb, mint korábban. Csakhogy a szerepek ma kissé megváltoztak. Már nem a városiasodott Vinga, hanem az idegen áramlatoktól sokkal védettebb falusias Besenyő ennek az öntudatnak a tűzhelye.”
1910-ben 4710, többségben bolgár lakosa volt, jelentős 824 fős magyar, 590 fős román és 529 fős német kisebbséggel. A trianoni békeszerződésig Temes vármegye Vingai járásának székhelye volt.
Karol-Matej Ivanciov tanár, a bánsági bolgár múlt tudós kutatója elmondása szerint a következő másfél évszázad alatt virágzó közösséggé fejlődtek. A lassú hanyatlás a 20. század elején vette kezdetét az első, az őshazát célzó visszavándorlási hullám következtében. A bolgár lakosság sorvadása Trianon után gyorsult fel, 1941-ben Vingának már csak 2097, 1966-ban pedig 1377 bolgár lakosa volt. A rendszerváltás utáni két népszámlálás alkalmával mindössze 690, illetve 512 lakos vallotta magát bolgár nemzetiségűnek.
1992-ben társközségeivel együtt 6418 lakosából 2831 román, 1817 magyar, 669 cigány, 86 német és 1015 egyéb, főként bolgár lakosa volt.(Forrás: Kulcsár A. Sándor).

## Látnivalók
1892-ben épült monumentális kéttornyú neogótikus temploma Reiter Eduard építészmérnök tervei alapján. A templom előtt a Szentháromság Emlékmű.

## Galéria

### Római katolikus templom

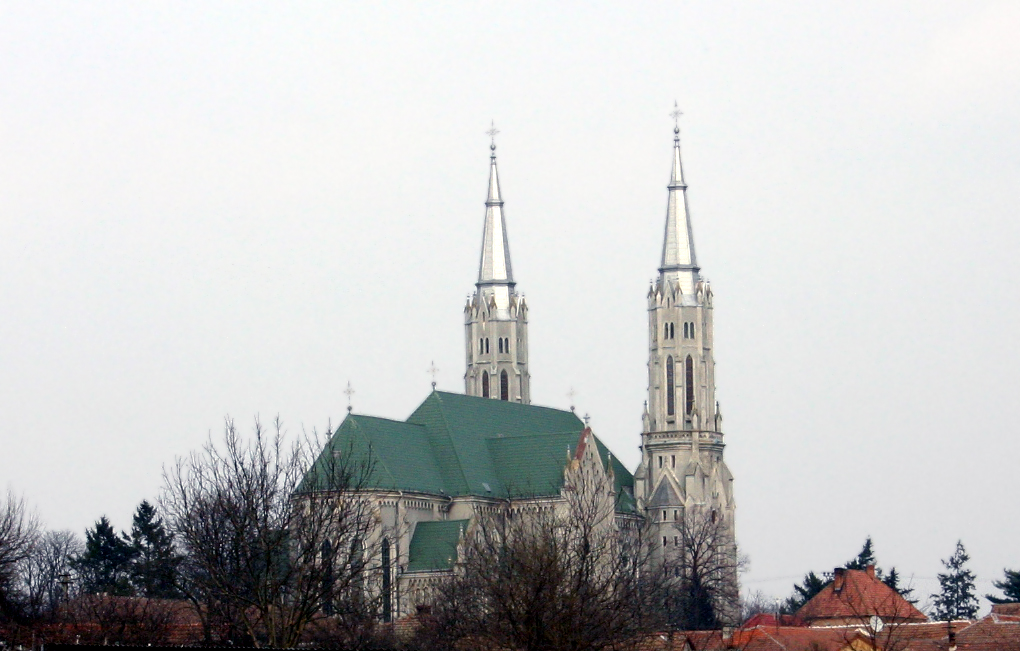
A templom a Temesvárt Araddal összekötő országútról nézve
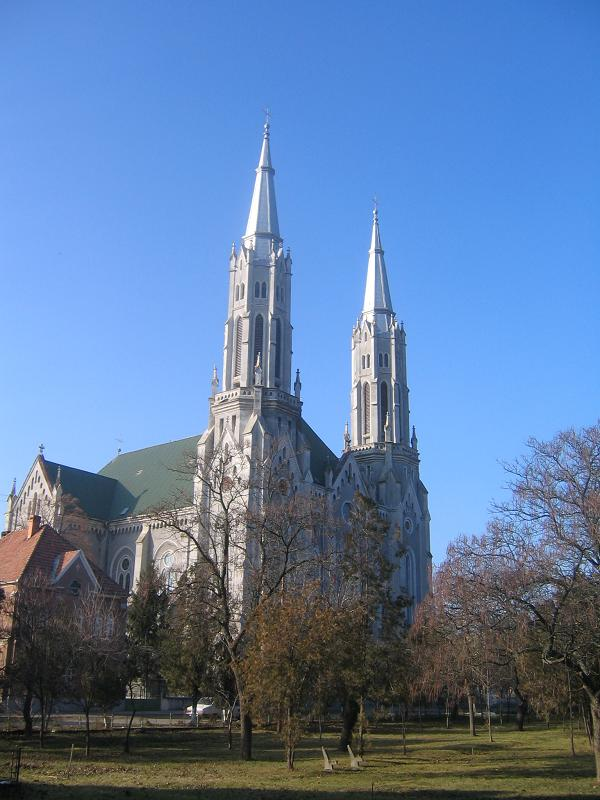
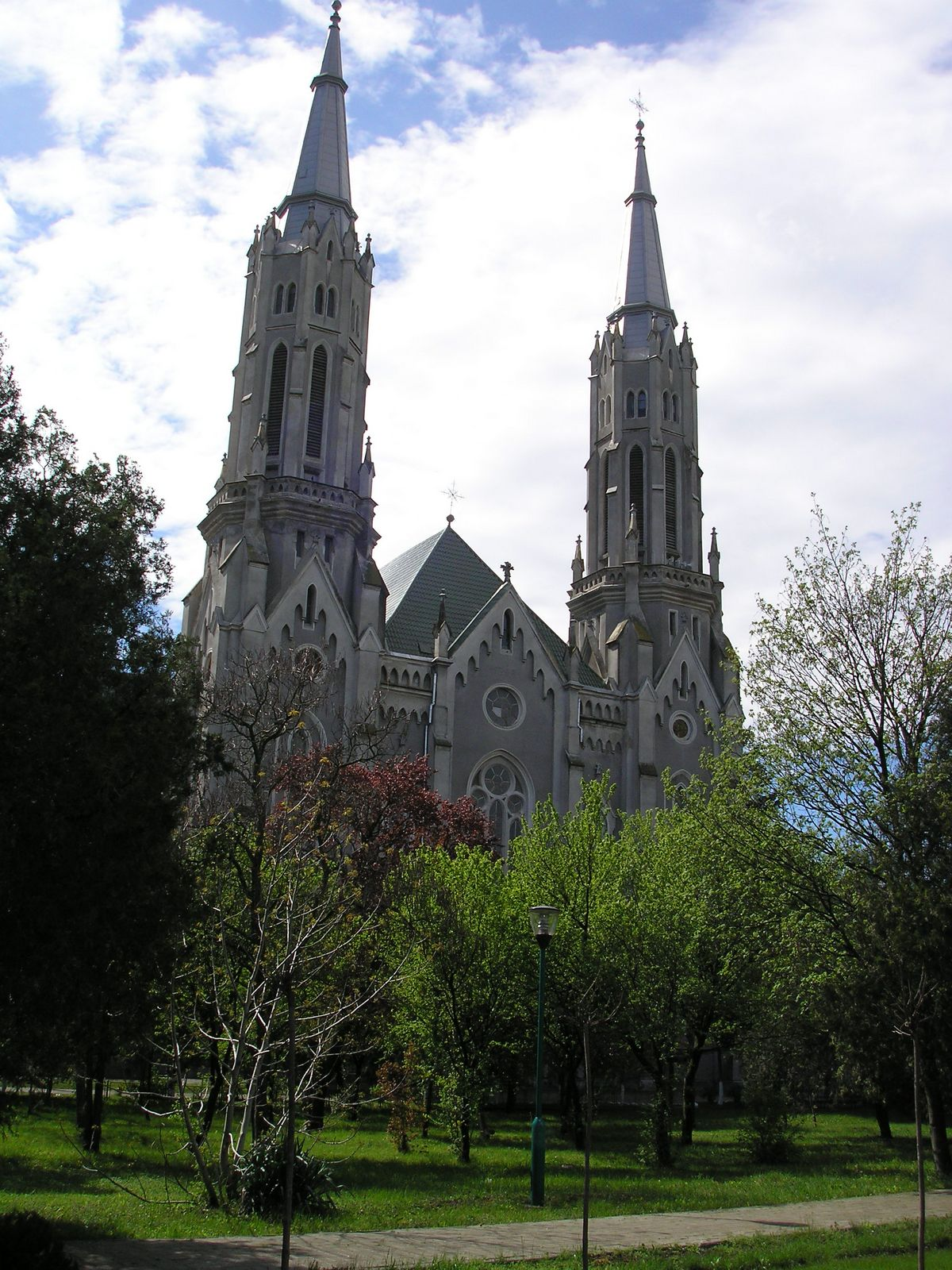
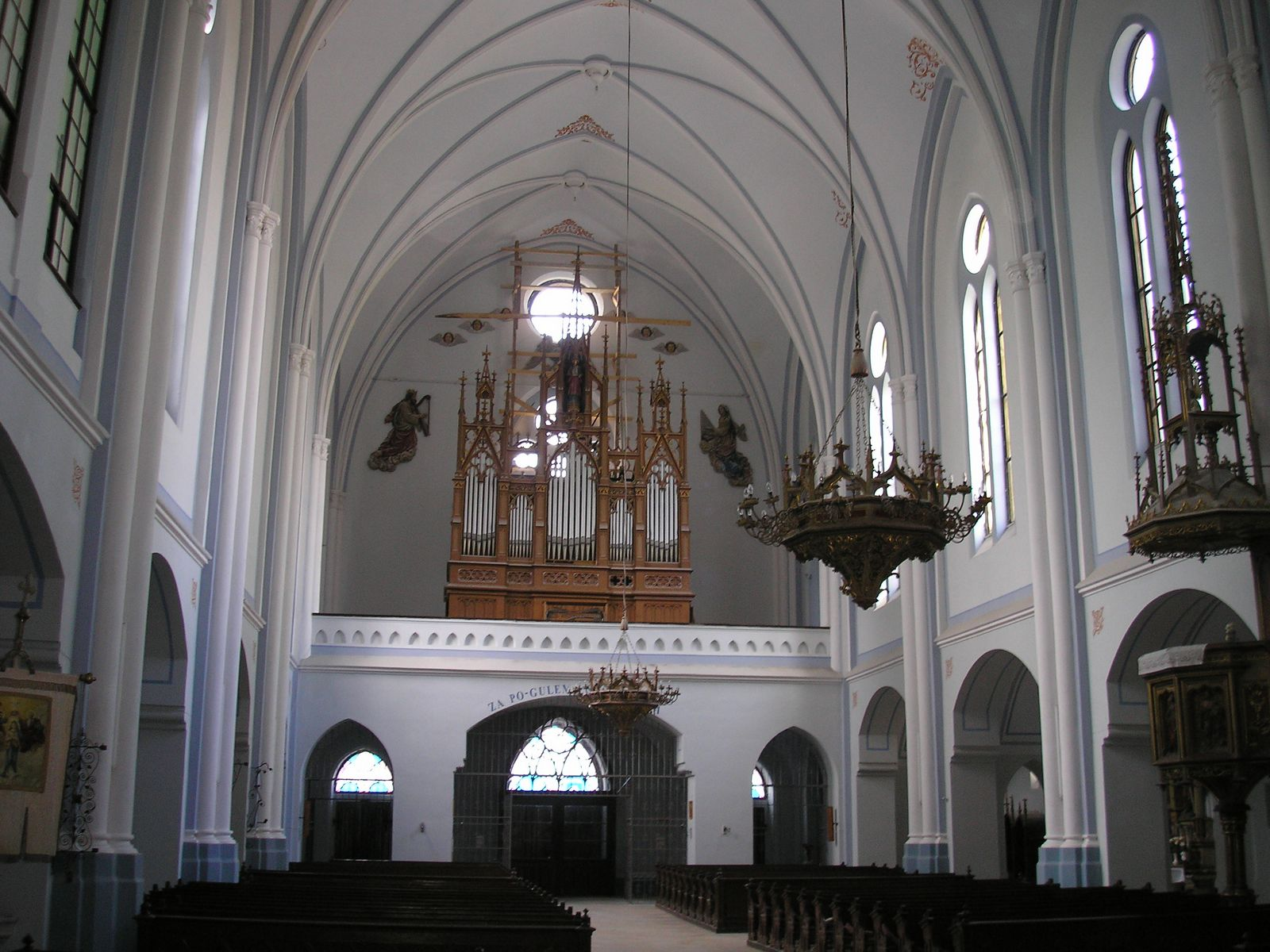

## Híres emberek
- Itt született 1816. július 18-án Dunyov István szabadságharcos kapitány, Gál László segédtisztje, az olasz hadsereg ezredese.
- Itt született 1843-ban Török János, Temesvár hajdani polgármestere, Budapest rendőr-főkapitánya.
- Itt született 1895. november 19-én Kudar Lajos csendőr alezredes, a második világháború alatti magyar ellenállás tagja.
- Itt született 1951. október 8-án Varga Luigi István szobrászművész.